# VFA-2
Escadron de chasseurs d'attaque 2
Le Strike Fighter Squadron 2 (STRKFITRON 2 ou VFA-2), est un escadron de chasseur d'attaque de l'US Navy stationné à la Naval Air Station Lemoore, en Californie, aux États-Unis. L'escadron a été créé en 1972 et est surnommé "Bounty Hunters". Leur code de queue est NE et leur indicatif-radio est "Bullet". Le VFA-2 est équipé du F/A-18E/F Super Hornet et actuellement affecté au Carrier Air Wing Two à bord du porte-avions à propulsion nucléaire USS Carl Vinson (CVN-70).

## Origine

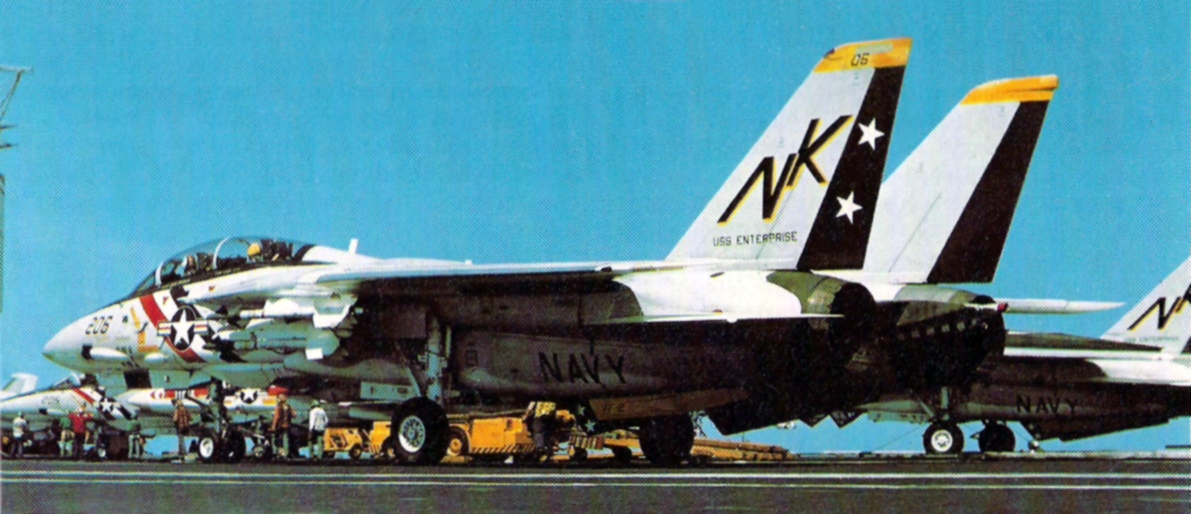
F-14A Tomcat du VF-2 à bord de l'USS Enterprise lors de leur premier déploiement en 1975

Quatre escadrons distincts ont été désignés VF-2. Officiellement, la marine américaine ne reconnaît pas une lignée directe avec des escadrons supprimés si un nouvel escadron est formé avec la même désignation. Souvent, le nouvel escadron assumera le surnom, les insignes et les traditions des escadrons précédents.
Le Fighter Squadron Two (VF-2), connu sous le nom de "Bounty Hunters", a été créé le 14 octobre 1972 aux commandes du F-14A Tomcat. Son déploiement initial a eu lieu en 1974 avec l'escadron frère VF-1 à bord de l'USS Enterprise (CVN-65) avec le Carrier Air Wing Fourteen (CVW 14). L'escadron a survolé Saigon à l'appui de l'opération Frequent Wind, l'évacuation du personnel américain en avril 1975.
Ce n'est que le 1er juillet 2003, que le VF-2 a été renommé VFA-2 et a commencé la transition vers le F/A-18F Super Hornet. Le VFA-2 s'est déployé dans le Pacifique occidental à bord de l'USS Abraham Lincoln (CVN-72) avec le Carrier Air Wing Two (CVW-2) en octobre 2004.

## Galerie
|                                                       |
| Super Hornet du VFA-2 sur USS Abraham Lincoln en 2012 |

|                                                     |
| Super Hornet du VFA-2 sur l'USS Carl Vinson en 2017 |